# Rue Henri de Dinant
La rue Henri de Dinant est une artère du quartier d'Outremeuse à Liège en Belgique (région wallonne).

## Histoire
À partir de 1872, le bief de Saucy, un bras de la Meuse traversant l'île d'Outremeuse en passant par les actuels boulevards Saucy, de l'Est et de la Constitution, commence à être comblé par mesure de salubrité. Le boulevard de l'Est est aménagé et ouvert entre 1876 et 1879. Un bras secondaire du bief de Saucy s'écoulait à l'endroit des futures rues Henri de Dinant et Gaston Grégoire avant d'être aussi comblé. Les rues Ernest de Bavière et Henri de Dinant sont percées en 1907 et 1908 formant ainsi la place de l'Yser.

## Odonymie
La rue rend hommage à Henri de Dinant, bourgmestre de Liège de 1253 à 1254.

## Description
Cette voie plate et rectiligne d'une longueur d'environ 140 m et d'une largeur d'environ 22 m occupe le côté sud de la place de l'Yser, place triangulaire bordée aussi par la rue Ernest de Bavière et le boulevard de l'Est. Les 17 immeubles de la rue se trouvent du même côté. Les façades font face à la place arborée. Les deux bandes de circulation sont séparées par une zone de parking.

## Architecture
À l'exception du no 7, les immeubles de la rue datent du début du XXe siècle, sont principalement érigés en style éclectique et comptent deux ou trois étages.
L'immeuble de coin (no 17) avec la rue Fosse aux Raines possède sur la travée d'angle un fronton comportant un panneau en céramique représentant un musicien en costume d'époque. Ce panneau est surmonté par l'inscription AU BELVEDERE L'AN 1911. Cet immeuble possédant quelques éléments de style Art nouveau a été réalisé par l'architecte J. Lejeune. 

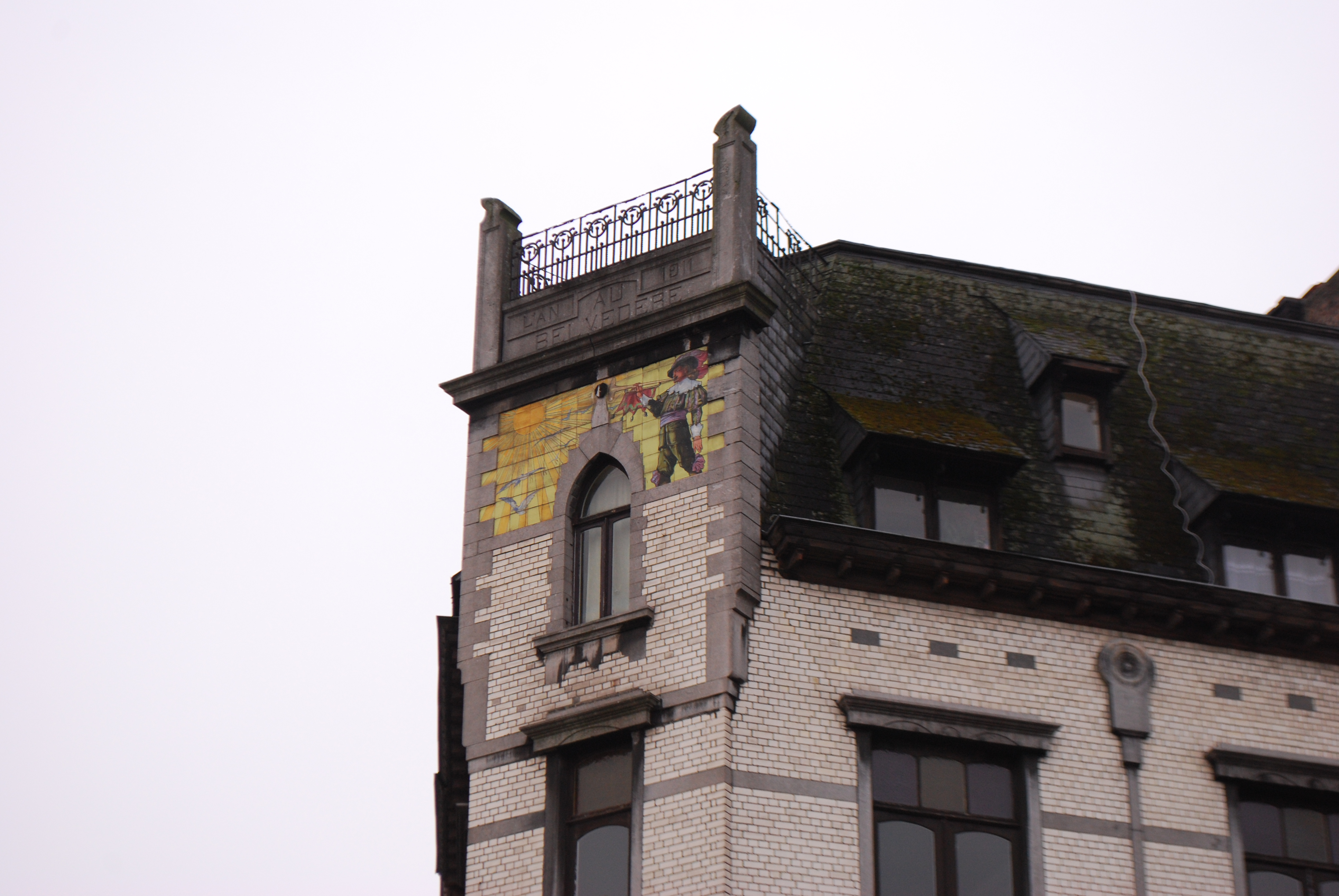
Maison Au Belvédère

## Voiries adjacentes
- Place de l'Yser
- Rue Puits-en-Sock
- Rue Pont-Saint-Nicolas
- Rue Fosse aux Raines

### Source et lien externe
- Claude Warzée, « Outremeuse », sur Histoires de Liège (consulté le 7 août 2023)